# Hamacantha integra
Hamacantha integra är en svampdjursart som beskrevs av Topsent 1904. Hamacantha integra ingår i släktet Hamacantha och familjen Hamacanthidae. Inga underarter finns listade i Catalogue of Life.